# Anthracothorax
I Mango (Anthracothorax F.Boie, 1831) sono un genere di uccelli della famiglia Trochilidae.

## Tassonomia
Comprende le seguenti specie:
- Anthracothorax viridigula (Boddaert, 1783) - mango golaverde
- Anthracothorax prevostii (Lesson, 1832) - mango pettoverde
- Anthracothorax nigricollis (Vieillot, 1817) - mango golanera
- Anthracothorax veraguensis Reichenbach, 1855 - mango di Veragua
- Anthracothorax dominicus (Linnaeus, 1766) - mango delle Antille
- Anthracothorax viridis (Audebert & Vieillot, 1801) - mango verde
- Anthracothorax mango (Linnaeus, 1758) - mango della Giamaica